# Brodzany
Brodzany jsou obec na Slovensku v okrese Partizánske v Trenčínském kraji. Obec se nachází na levé straně údolí řeky Nitry, dva kilometry jihozápadně od Partizánskeho. Žije v ní 890 obyvatel.

## Historie
První písemná zmínka o vesnici je z roku 1293.

## Pamětihodnosti
- V obci se nachází naleziště lengyelské kultury.
- V 17. století byl postaven renesanční kaštel, kde sídlí Literární muzeum Alexandra Serejeviče Puškina.
- Chráněný areál Brodzianský park

## Osobnosti
- Izák Caban (1632–1707), filosof, teolog a dramatik
- Vladimír Reisel (1919–2007), básník, překladatel a československý diplomat